# Hubert Booi
Hubert Obdulio (Lio) Booi (Nikiboko, 25 juli 1919 - Aruba, 20 december 2014) was een Bonairiaans-Arubaans dichter, schrijver, toneelschrijver, vertaler, toneelspeler en voordrachtskunstenaar. Hij is tekstschrijver van het volkslied van Bonaire en van het derde couplet van Aruba dushi tera. Hij was vooral bekend als promotor van de Papiamentse taal en van het cultureel leven op Aruba.  

## Biografie
Lio Booi werd geboren in Nikiboko, Bonaire in 1919 en verhuisde in 1937 naar Aruba. Hij was 23 jaar werkzaam bij de Arubaanse vestiging van de Hollandsche Bank-Unie, waarna hij naar de overheid overstapte. Hij kreeg achtereenvolgend een aanstelling bij de WEB, het toeristenbureau, de voorlichtingsdienst en in 1963 werd hij hoofd van het Bureau Cultuur en Opvoeding. 
In de loop der jaren groeide Booi uit tot boegbeeld van het culturele leven op Aruba. Als bestuurslid van Sociedad Bolivariana was hij in 1946 mede-oprichter van de Arubaanse Kunstkring, die optredens van internationale musici, ensembles en balletgroepen verzorgde. Zelf speelde hij piano en was toneelspeler. Als autodidact schilder gaf hij schilderles en schilderde hij bij voorkeur het Arubaanse landschap en natuur. Booi was fervent promotor van het Papiaments en gaf lezingen over taal en cultuur op radio en televisie. Daarnaast gaf hij les in de Papiamentse taal en was hij autodidactisch kenner van talen, waaronder Russisch. Hij werd benoemd tot lid en secretaris van de commissie-Daantje, die in 1974 de regering adviseerde over de invoering van een officiële spelling voor het Papiaments.  Tussen 1967 en 1969 verzamelde hij samen met G.F. 'Ito' Tromp informatie over de Arubaanse traditionele cultuur aan de hand van de orale geschiedenis van de inheemse mestiesbevolking. In 1978 richtte hij het Instituto di Cultura op als tegenhanger van het Bureau Cultuur en Opvoeding, die met het vertrek van Aruba uit de Nederlandse Antillen per 1 januari 1986 werd opgeheven. Hij was tot aan zijn pensionering in 1980 de eerste directeur van dit instituut.
Na een kort ziekbed overleed Booi op 95-jarige leeftijd in het Horacio Oduber Hospitaal. Hij was gehuwd met Flora Quintana (Ina) Coronel en samen hadden zij vijf dochters en een zoon. 

### Schrijver, dichter en dramaturg
Booi schreef gedichten, liedjes, toneelstukken en verhalen in het Papiaments. Zijn gedichten hadden een meesterlijk taalgebruik en muzikaliteit, die door Cola Debrot werd gekarakteriseerd als een “vloeiende adagio-ritme". Booi stond tevens bekend als een verdienstelijk declamator van eigen werk. Voor Padú Lampe schreef hij onder meer liederenteksten en maakte in 1976 een additioneel couplet voor de tekst het Arubaans volkslied. Ook schreef hij de tekst voor het Boneiriaanse volkslied, Tera di Solo y Suave Biento. Deze werd in 1944 voor het eerst gepubliceerd in de zangbundel "Nos ta canta" van Nilda Pinto.
In de jaren vijftig van de twintigste eeuw was Booi de eerste dramaturg die voor een Arubaans toneelrepertoire zorgde. Hij was een van de belangrijkste schrijvers van amateurtoneelgroep Mascaruba. Naast vertalingen in het Papiamento van stukken uit het wereldrepertoire, schreef hij ook oorspronkelijk Arubaans werk. Zijn belangrijkste werk voor Mascaruba was het vertaald passiespel Golgotha (1956), dat het bijbelse lijdensverhaal actualiseerde en in een lokale Arubaanse setting plaatste. Dit werk werd in 1967 gepubliceerd in de Antilliaanse Cahiers. Voor de cultureel jongerengroep "De Trupialen" schreef hij de musical E perla di Caribe (1955), een origineel stuk in de traditie van het ‘indianisme’. Deze stijl komt voort uit een beweging uit Latijns-Amerika die aandacht besteedde aan haar grootse Indiaanse verleden, dat door de Europese kolonisatie was vernietigd. De namen van de personages in de musical werden ontleend aan Arubaanse plaatsen, zoals Arashi, Bubali, Jucuri, Butucu, Basiruti en Macuarima, wat gebruikelijk was in de 'literatura indianista'.
De werken van Booi zijn opgenomen in verschillende bloemlezingen, waaronder Di Nos door Pierre Lauffer (1971), Cosecha Arubano (1983), De navelstreng van mijn taal. Poesía bibo di Aruba / Levende poëzie van Aruba door Anton Claassen (1992), Pa Saka Cara (1998) en Isla di Mi door Frank Williams (2000). Het stuk E Perla di Caribe werd in 1998 compleet gepubliceerd door de BNA als nummer 1 van "Cosecha Literario Arubiano". Een opsomming van zijn bijdragen aan de Papiamentse taal is te vinden in het boek Bibliography of the Papiamento Language (2005) van Maritza Coomans-Eustatia. Een gedeelte van zijn (ongepubliceerd) werk is bewaard gebleven in de vorm van opnamebanden en manuscripten en maakt deel uit van de collectie "Ito Tromp" van de Nationale Bibliotheek van Aruba.

### Eerbetoon
Booi ontving in 1999 de Arubaanse cultuurprijs Cadushi di Cristal voor zijn hele oeuvre op cultureel vlak. De heer Booi is in 1981 benoemd tot officier in de Orde van Oranje-Nassau en is later tot ridder bevorderd. In 2010 erkende Fundacion Lanta Papiamento hem als erelid.

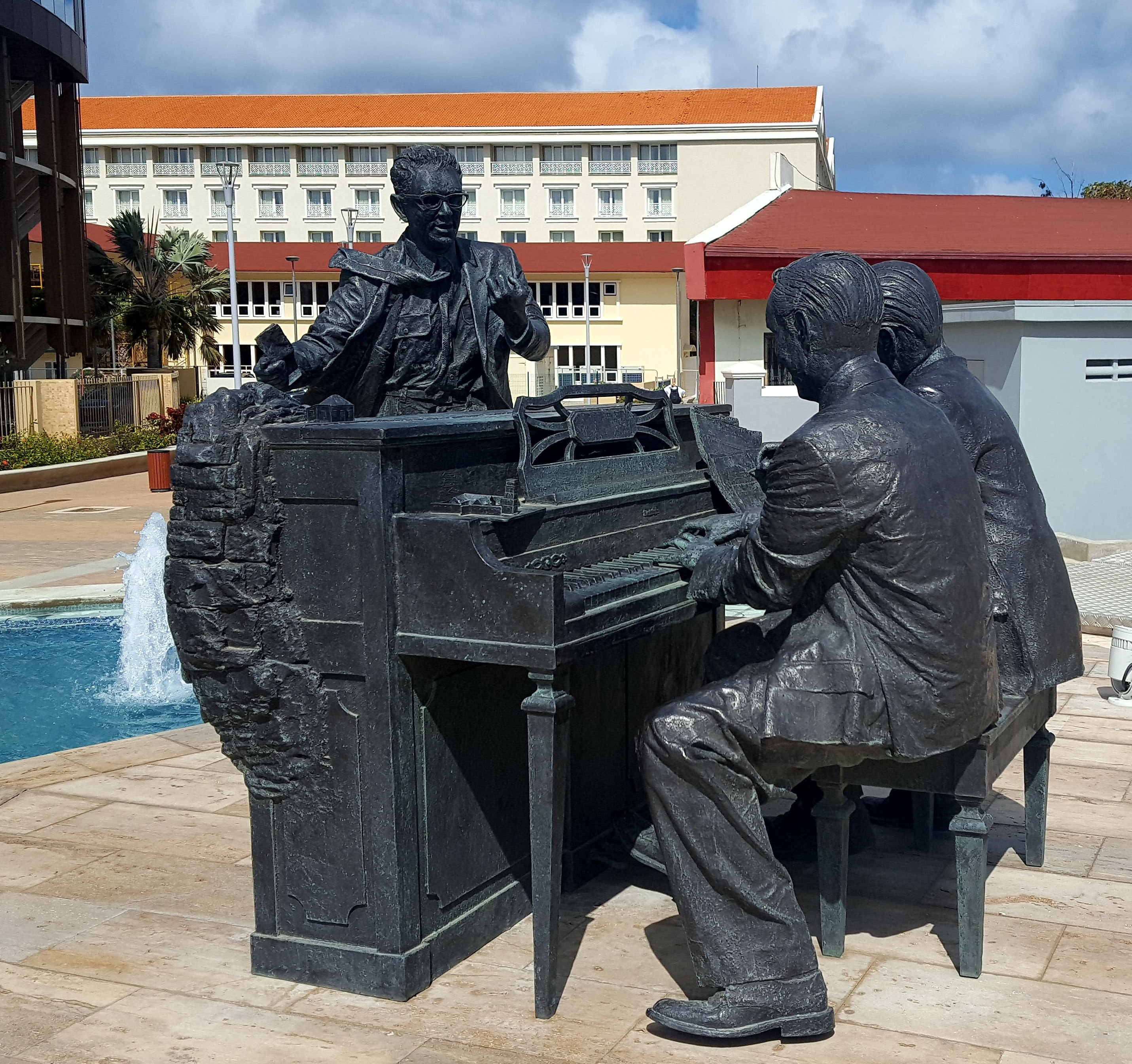
Standbeeld op Plaza Padu met staand Hubert Booi en zittend Padú Lampe en Rufo Wever

Ter ere van het 25-jarig bestaan van Instituto di Cultura is op 1 oktober 2003 het binnenplein van Instituto di Cultura naar hem vernoemd, het "Plaza Hubert Lio Booi". Hier staat ook een stenen plakkaat met portret van Booi, naar het ontwerp van de Arubaanse beeldhouwster, Maritza Erasmus. In 2012 werd de Stadionweg in Oranjestad, vanaf de rotonde L.G. Smith Boulevard, langs Cas di Cultura en stadion Guillermo Prospero Trinidad tot het kruispunt met Avenida Milio Croes naar hem vernoemd, de Caya Hubert ‘Lio’ Booi. Op 17 maart 2017 vond de onthulling plaats van een standbeeld van de medecomponisten van het volkslied, Padú Lampe, Rufo Wever en Lio Booi, op het Plaza Padú in Oranjestad.

### Werken
- E perla di Caribe, musical/toneelstuk (1955)
- Amor di Kibaima, musical/toneelstuk (1969)
- Muchila, proza- en gedichtenbundel (1969)
- Golgotha (1967 in Antilliaanse Cahiers)
- E flamingo di Aruba (2006, bundel van gedichten, toneelstukken, verhalen en essays)